# Brives-Charensac
Pour les articles homonymes, voir Brives.
Pour l’article ayant un titre homophone, voir Brive (homonymie).
Brives-Charensac est une commune française située dans le département de la Haute-Loire, en région Auvergne-Rhône-Alpes.
La ville compte deux monuments, le pont vieux et la médiathèque, inscrits au parcours du célèbre Puy De Lumières. La ville est également capitale de la « Loire sauvage ».

## Géographie

### Localisation
La commune de Brives-Charensac se trouve à 600 mètres d'altitude dans le département de la Haute-Loire, en région Auvergne-Rhône-Alpes.
Elle se situe à 4 km par la route du Puy-en-Velay, préfecture du département.
Les communes les plus proches sont : 
Le Monteil (2,3 km), Chadrac (2,5 km), Le Puy-en-Velay (3,3 km), Aiguilhe (3,3 km), Saint-Germain-Laprade (3,5 km), Blavozy (4,2 km), Vals-près-le-Puy (4,6 km), Chaspinhac (4,6 km).
| Chadrac         | Le Monteil       | Saint-Germain-Laprade |
|                 | Brives-Charensac |                       |
| Le Puy-en-Velay |                  | Coubon                |

### Hydrographie
La commune est traversée par la Loire.

### Climat
Pour des articles plus généraux, voir Climat d'Auvergne-Rhône-Alpes et Climat de la Haute-Loire.
En 2010, le climat de la commune est de type climat des marges montargnardes, selon une étude du Centre national de la recherche scientifique s'appuyant sur une série de données couvrant la période 1971-2000. En 2020, Météo-France publie une typologie des climats de la France métropolitaine dans laquelle la commune est exposée à un climat de montagne ou de marges de montagne et est dans la région climatique Sud-est du Massif Central, caractérisée par une pluviométrie annuelle de 1 000 à 1 500 mm, minimale en été, maximale en automne.
Pour la période 1971-2000, la température annuelle moyenne est de 9,8 °C, avec une amplitude thermique annuelle de 16,5 °C. Le cumul annuel moyen de précipitations est de 735 mm, avec 8,4 jours de précipitations en janvier et 6,5 jours en juillet. Pour la période 1991-2020, la température moyenne annuelle observée sur la station météorologique de Météo-France la plus proche, « Le Puy-Chadrac », sur la commune de Chadrac à 3 km à vol d'oiseau, est de 10,4 °C et le cumul annuel moyen de précipitations est de 632,0 mm,. Pour l'avenir, les paramètres climatiques de la commune estimés pour 2050 selon différents scénarios d'émission de gaz à effet de serre sont consultables sur un site dédié publié par Météo-France en novembre 2022.
| Mois                                  | jan.             | fév.             | mars           | avril         | mai             | juin            | jui.            | août           | sep.            | oct.          | nov.             | déc.             | année      |
| ------------------------------------- | ---------------- | ---------------- | -------------- | ------------- | --------------- | --------------- | --------------- | -------------- | --------------- | ------------- | ---------------- | ---------------- | ---------- |
| Température minimale moyenne (°C)     | −1,3             | −1,4             | 1              | 3,5           | 7,2             | 10,6            | 12,4            | 12             | 8,7             | 6,5           | 2,3              | −0,4             | 5,1        |
| Température moyenne (°C)              | 2,4              | 3,2              | 6,4            | 9,1           | 13,1            | 16,9            | 19,3            | 19,1           | 14,9            | 11,3          | 6,2              | 3,1              | 10,4       |
| Température maximale moyenne (°C)     | 6                | 7,7              | 11,8           | 14,7          | 19              | 23,3            | 26,2            | 26,1           | 21,1            | 16,1          | 10               | 6,6              | 15,7       |
| Record de froid (°C) date du record   | −22,7 05.01.1971 | −23,3 15.02.1956 | −19,5 01.03.05 | −7,7 08.04.03 | −5,4 01.05.1938 | −0,5 10.06.1987 | 2,2 07.07.1962  | 1,4 30.08.1986 | −3,1 27.09.1972 | −8 31.10.1997 | −12,7 28.11.1985 | −19,7 22.12.1963 | −23,3 1956 |
| Record de chaleur (°C) date du record | 19,2 27.01.16    | 23,8 28.02.1960  | 25,2 17.03.04  | 28 28.04.23   | 34 22.05.22     | 39,5 27.06.19   | 38,3 29.07.1947 | 38,8 05.08.03  | 35,6 14.09.1987 | 30,4 09.10.23 | 22,8 08.11.15    | 17,8 05.12.06    | 39,5 2019  |
| Précipitations (mm)                   | 34,1             | 22,3             | 27,3           | 53,6          | 75,5            | 71,3            | 57,3            | 64,2           | 65,9            | 66,1          | 62,7             | 31,7             | 632        |

## Urbanisme

### Typologie
Au 1er janvier 2024, Brives-Charensac est catégorisée ceinture urbaine, selon la nouvelle grille communale de densité à sept niveaux définie par l'Insee en 2022.
Elle appartient à l'unité urbaine du Puy-en-Velay, une agglomération intra-départementale regroupant neuf communes, dont elle est une commune de la banlieue,,. Par ailleurs la commune fait partie de l'aire d'attraction du Puy-en-Velay, dont elle est une commune de la couronne,. Cette aire, qui regroupe 59 communes, est catégorisée dans les aires de 50 000 à moins de 200 000 habitants,.

### Occupation des sols
L'occupation des sols de la commune, telle qu'elle ressort de la base de données européenne d’occupation biophysique des sols Corine Land Cover (CLC), est marquée par l'importance des territoires artificialisés (68 % en 2018), en diminution par rapport à 1990 (69 %). La répartition détaillée en 2018 est la suivante : 
zones urbanisées (35,1 %), zones industrielles ou commerciales et réseaux de communication (26,8 %), forêts (15,6 %), zones agricoles hétérogènes (11,8 %), espaces verts artificialisés, non agricoles (6,1 %), prairies (4,5 %). L'évolution de l’occupation des sols de la commune et de ses infrastructures peut être observée sur les différentes représentations cartographiques du territoire : la carte de Cassini (XVIIIe siècle), la carte d'état-major (1820-1866) et les cartes ou photos aériennes de l'IGN pour la période actuelle (1950 à aujourd'hui).

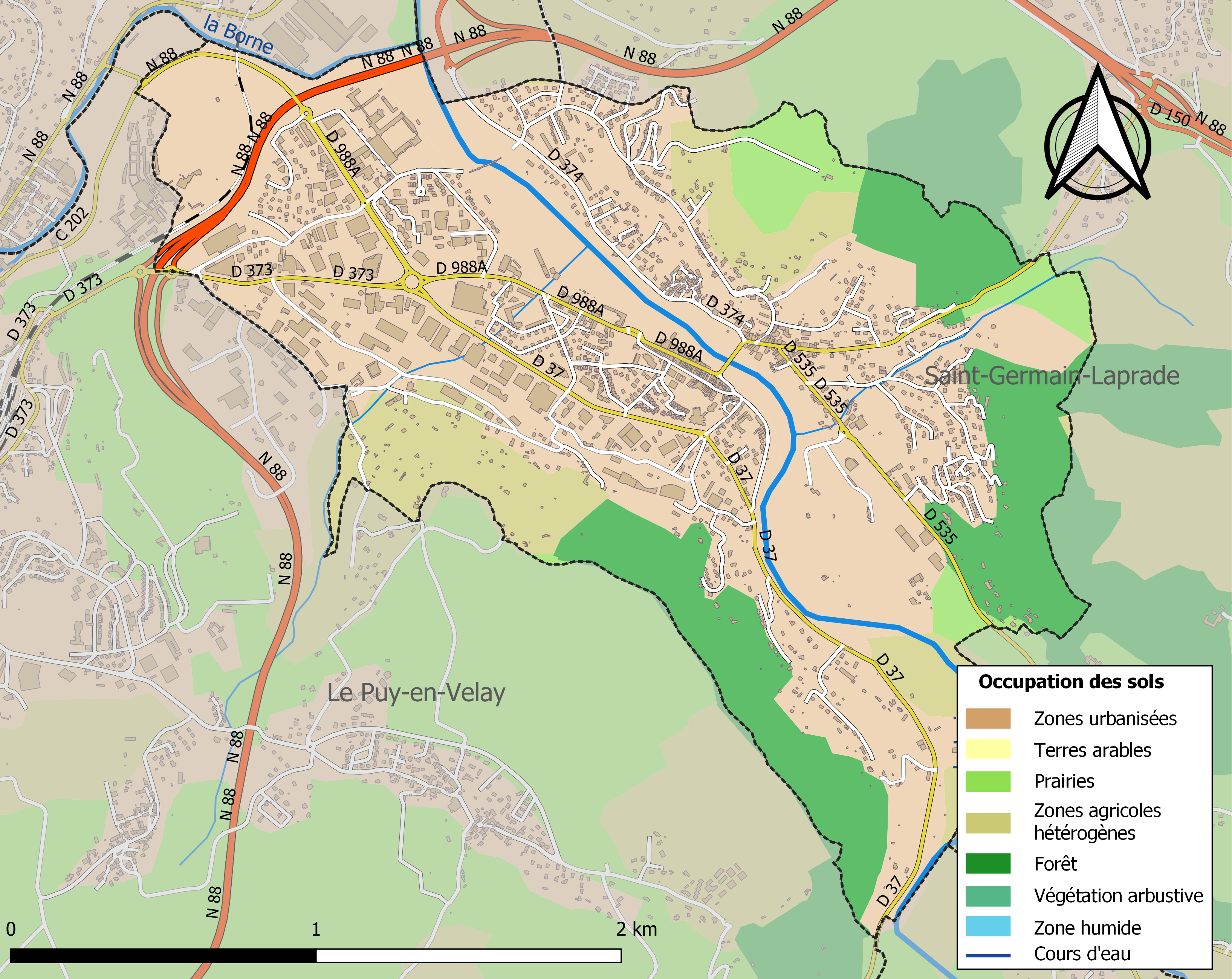
Carte des infrastructures et de l'occupation des sols de la commune en 2018 (CLC).
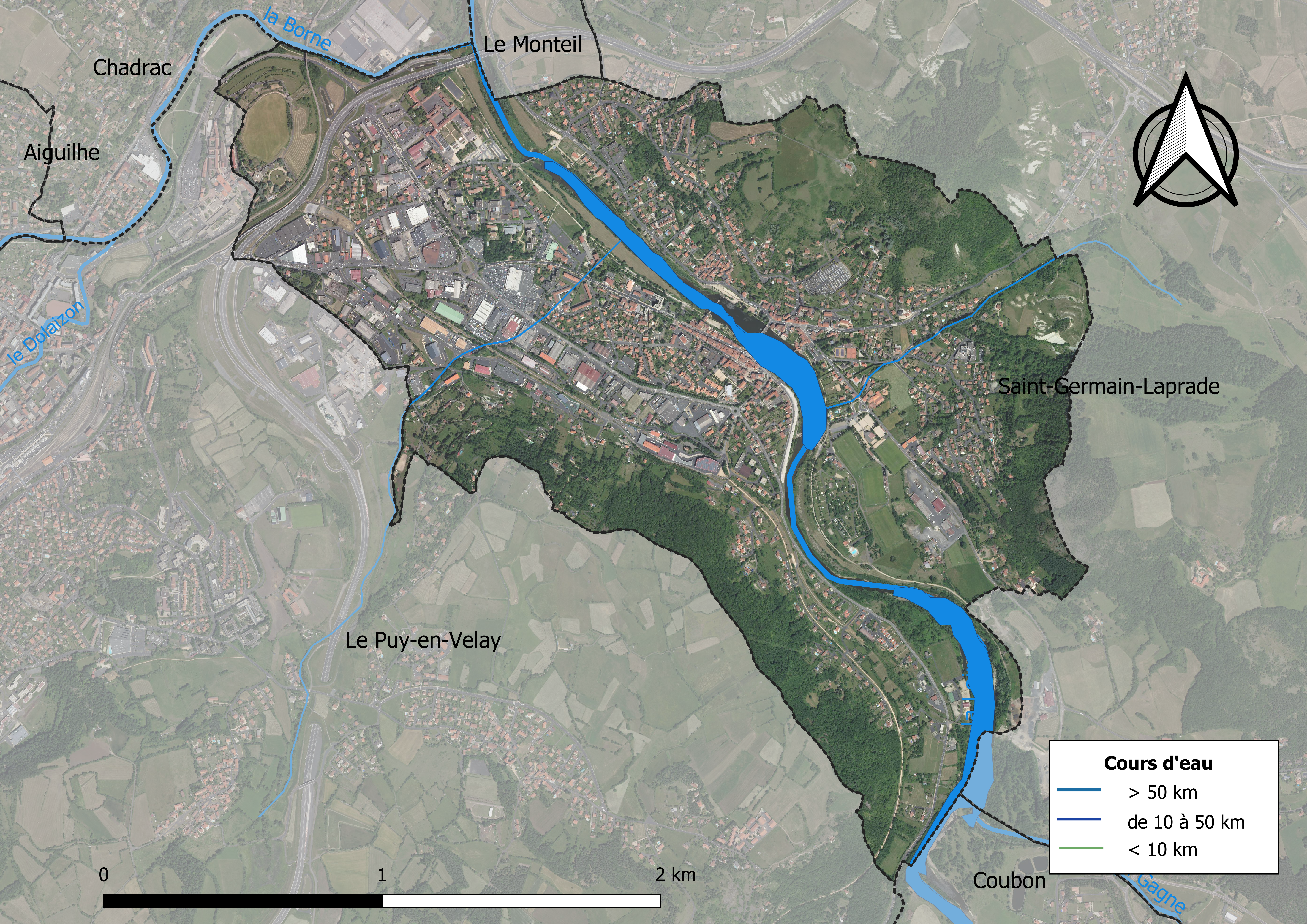
Carte orthophotographique de la commune.

### Habitat et logement
En 2018, le nombre total de logements dans la commune était de 2 428, alors qu'il était de 2 425 en 2013 et de 2 235 en 2008.
Parmi ces logements, 87,9 % étaient des résidences principales, 2,5 % des  résidences secondaires et 9,6 % des logements vacants. Ces logements étaient pour 43,3 % d'entre eux des maisons individuelles et pour 56,2 % des appartements.
Le tableau ci-dessous présente la typologie des logements à Brives-Charensac en 2018 en comparaison avec celle de la Haute-Loire et de la France entière. Une caractéristique marquante du parc de logements est ainsi une proportion de résidences secondaires et logements occasionnels (2,5 %) inférieure à celle du département (16,1 %) mais supérieure à celle de la France entière (9,7 %). Concernant le statut d'occupation de ces logements, 48,7 % des habitants de la commune sont propriétaires de leur logement (49,0 % en 2013), contre 70,0 % pour la Haute-Loire et 57,5 pour la France entière.
| Typologie                                               | Brives-Charensac | Haute-Loire | France entière |
| ------------------------------------------------------- | ---------------- | ----------- | -------------- |
| Résidences principales (en %)                           | 87,9             | 71,5        | 82,1           |
| Résidences secondaires et logements occasionnels (en %) | 2,5              | 16,1        | 9,7            |
| Logements vacants (en %)                                | 9,6              | 12,4        | 8,2            |

## Toponymie

### Brives
Le nom du village de Brives est issu du terme briva (autrement noté brīuā) et signifie « pont » en langue gauloise. En effet, la voie romaine franchissait ici la Loire.

### Charensac
Le village du village de Charensac doit son origine à une villa gallo-romaine dont on signale l’existence au XIIe siècle et qui avait gardé le nom de son premier occupant, Hiarensus.

## Histoire

### Antiquité
Sur le territoire de Brives-Charensac, dans la grotte Rouge située sur le flanc sud-ouest du mont Brunelet, furent trouvées des traces d'occupation datant du Magdalénien.
À l'origine s'implante un village gaulois sur la rive droite du fleuve, au débouché d'un pont en bois. Plus tard, ce village fut nommé Brives (du celte brivas qui signifie « pont »). À l'époque romaine est créée la voie Bollène qui relie Lugdunum à Burdigala, et qui passe sur ce pont reconstruit en pierres. Nommé beaucoup plus tard la Chartreuse, il est à ce qui semble reconstruit plusieurs fois, la dernière au XVe siècle. Une autre route romaine en partait pour rejoindre Blavozy et ses carrières de pierres.
Sur la rive gauche est bâtie une villa dont le premier propriétaire est un certain Hiarensus, nom plus tard francisé Charensac.

### Moyen Âge
Au début du XIIIe siècle est construit un pont à péage comptant neuf arches, mesurant 109 mètres, et plus large que le pont romain. Appartenant à la Maison de Polignac, il est aujourd'hui nommé Vieux Pont, et il en reste deux arches, les autres s'étant écroulés successivement en 1515, 1559 et 1795.
Lors de la guerre de Cent Ans, le Velay subit les ravages des « routiers ». L'abbaye de Doué, qui se trouve en bordure de Brives, est pillée par Seguin de Badefol et sa troupe en août 1364.

### Époque moderne
Au XVIe siècle est bâtie par Pierre Farnier, marchand drapier et seigneur de Saint-Martin-de-Fugères, une maison forte nommée aujourd'hui château de Farnier.
Les guerres religieuses affligèrent le Velay de 1560 à 1596. En décembre 1589, les Ligueurs du Puy occupent militairement le pont à péage. Fin avril 1590 il est conquis par les Royalistes (ainsi que la maison forte et l'abbaye de Doué qui avait été fortifiée en prévision des combats), qui le perdent cependant quelques jours après. Le site est alors hautement stratégique, les Ponots recevant des aides et renforts de Lyon pour alimenter les combats à Espaly. En août 1594, Anne de Lévis, secondé par Pierre de la Rodde (dit le cadet de Séneujols), reprend le pont et assiège en vain le Puy quelques semaines avec quatre à cinq mille soldats.
Le 25 juillet 1677 est posée la première pierre du futur couvent de la Chartreuse. Ces derniers sont expulsés en 1791. Un séminaire s'y installe de 1818 à 1906, qui est fermé à la suite de la loi de séparation des Églises et de l'État.
De 1772 à 1776 est construit l'actuel pont Galard.

### xixesiècle
Le village de Brives, situé sur la rive droite de la Loire, d’origine gauloise et le village de Charensac, sur la rive gauche, du nom du premier occupant, Hiarensus, d'une villa gallo-romaine dont on signale l’existence au xie siècle, sont réunis par un pont à péage appartenant aux Polignac. C’est une ordonnance royale qui les réunit le 20 mai 1839. Découlant de cette union est bâtie une église de 1846 à 1853, sous le vocable de Notre-Dame de Bon Secours, agrandie et dotée de son clocher en 1902.
En octobre 1896 est inaugurée la ligne de tramway Brives - Le Puy - Espaly, alimentée en électricité par deux centrales hydrauliques, l'une sur la commune, l'autre à Vals. La ligne fonctionnera jusqu'en 1923.

### Guerres mondiales
Soixante-deux enfants de la municipalité tombent au champ d'honneur lors de la Première Guerre mondiale. Les bâtiments du couvent La Chartreuse sont utilisés comme « colonie des étrangers » ou « dépôt d'Austro-Allemands » : y vivent des civils considérés comme non dangereux, issus de pays de la Triplice. Les derniers internés allemands quittent la chartreuse en octobre 1919.
En 1939 et 1940, les bâtiments sont utilisés comme hôpital militaire, puis deviennent un centre d'apprentissage et de formation professionnelle, toujours en activité.

### Inondations
Le 21 septembre 1980, la Loire est en crue à la suite de subites pluies torrentielles : il tombe sur le département en deux jours autant d'eau que la France en a eu en six mois. Brive-Charensac est la commune la plus touchée par la catastrophe, inondée sur une hauteur de 6,80 mètres, le premier quart d'heure l'eau atteignant déjà deux mètres, un torrent mêlé de boue emportant tout sur son passage. La ville déplore la mort de huit habitants, plusieurs blessés, les dégâts sont catastrophiques, les entreprises détruites.

## Politique et administration

### Découpage territorial
La commune de Brives-Charensac est membre de la communauté d'agglomération du Puy-en-Velay, un établissement public de coopération intercommunale (EPCI) à fiscalité propre créé le 26 décembre 2016 dont le siège est à Le Puy-en-Velay. Ce dernier est par ailleurs membre d'autres groupements intercommunaux.
Sur le plan administratif, elle est rattachée à l'arrondissement du Puy-en-Velay, au département de la Haute-Loire, en tant que circonscription administrative de l'État, et à la région Auvergne-Rhône-Alpes.
Sur le plan électoral, elle dépend du canton du Puy-en-Velay-3 pour l'élection des conseillers départementaux, depuis le redécoupage cantonal de 2014 entré en vigueur en 2015, et de la première circonscription de la Haute-Loire  pour les élections législatives, depuis le redécoupage électoral de 1986.

### Élections municipales et communautaires

#### Élections de 2020
Le conseil municipal de Brives-Charensac, commune de plus de 1 000 habitants, est élu au scrutin proportionnel de liste à deux tours (sans aucune modification possible de la liste), pour un mandat de six ans renouvelable. Compte tenu de la population communale, le nombre de sièges à pourvoir lors des élections municipales de 2020 est de 27. Les vingt-sept conseillers municipaux sont élus au premier tour avec un taux de participation de 32,09 %, issus de la seule liste candidate, conduite par Gilles Delabre. Gilles Delabre, maire sortant, est réélu pour un nouveau mandat le 25 mai 2020.
Les trois sièges attribués à la commune au sein du conseil communautaire de la communauté d'agglomération du Puy-en-Velay sont alloués à la liste de Gilles Delabre.

#### Liste des maires
| Période    | Période                       | Identité              | Étiquette | Qualité |
| ---------- | ----------------------------- | --------------------- | --------- | --- |
| 1839       | 1843                          | Hippolyte Blanc       |           | |
| 1843       | 1848                          | Pierre Vinay-Faure    |           | |
| 1848       | 1856                          | Jean Louis Avil       |           | |
| 1856       | 1865                          | Charles Sabarot       |           | Meunier |
| 1865       | 1870                          | Gédéon Faure          |           | |
| 1870       | 1870                          | Charles Sabarot       |           | Meunier Président du Comité d’administration |
| 1870       | 1871                          | Jacques Bernard       |           | Maire provisoire |
| 1871       | 1876                          | Gédéon Faure          |           | |
| 1876       | 1881                          | Jean Louis Avit       |           | |
| 1881       | 1882                          | Pierre Olivier        |           | |
| 1882       | 1884                          | François Bernard      |           | |
| 1884       | 1888                          | Marthory Blanc        |           | |
| 1888       | 1892                          | Pierre Olivier        |           | |
| 1892       | 1895                          | Auguste Besson        |           | |
| 1895       | 1895                          | Sébastien Roche       |           | |
| 1895       | 1896                          | Auguste Besson        |           | |
| 1896       | 1908                          | Pierre Olivier        |           | |
| 1908       | 1920                          | Jules Bernard         |           | |
| 1920       | 1929                          | Jules Roche           |           | |
| 1929       | 1935                          | Baptiste Bernard      |           | |
| 1935       | 1944                          | Claude Sauron         |           | |
| 1944       | 1947                          | Pierre Gardès         |           | |
| 1947       | 1956                          | André Soulier         |           | |
| 1956       | 1971                          | Louis Exbrayat        | SFIO      | Maraîcher Conseiller général du Puy-en-Velay-Sud-Est (1964 → 1971) Réélu en 1959 et 1965                                                                         |
| 1971       | 1972                          | Marcel Mialhe         |           | |
| 1972       | mars 1977                     | Georges Gardès        |           | |
| mars 1977  | mars 1989                     | Jean Prunayre         | UDF-CDS   | Directeur de mutuelle Ancien député de la 1re circonscription de la Haute-Loire (1966 → 1967) Conseiller général du Puy-en-Velay-Est (1985 → 1992) Réélu en 1983 |
| mars 1989  | mars 1990                     | Jean-Jacques Bringold | UDF-PR    | Chef d'entreprise Conseiller général du Puy-en-Velay-Est (1992 → 1998)                                                                                           |
| mars 1990  | avril 2014                    | Jean-Claude Ferret    | PS        | Chargé d'enseignement retraité Conseiller général du Puy-en-Velay-Est (1998 → 2015) Élu à la suite d'un scrutin partiel, réélu en 1995, 2001 et 2008             |
| avril 2014 | En cours (au 23 juillet 2022) | Gilles Delabre        | DVC       | Instituteur retraité Conseiller départemental du Puy-en-Velay-3 (depuis 2021) Réélu pour le mandat 2020-2026                                                     |

| Période                                  | Période | Identité        | Étiquette | Qualité |
| ---------------------------------------- | ------- | --------------- | --------- | ------- |
| Les données manquantes sont à compléter. |         |                 |           |         |
| 1808                                     | 1817    | M. Mariac       |           |         |
| 1817                                     | 1832    | Ignace Coston   |           |         |
| 1832                                     | 1838    | Jacques Bernard |           |         |

| Période                                  | Période | Identité         | Étiquette | Qualité |
| ---------------------------------------- | ------- | ---------------- | --------- | ------- |
| Les données manquantes sont à compléter. |         |                  |           |         |
| 1815                                     | 1818    | Hippolyte Blanc  |           |         |
| Les données manquantes sont à compléter. |         |                  |           |         |
| 1830                                     | 1832    | M. Souchon       |           |         |
| 1832                                     | 1835    | André Avit       |           |         |
| 1835                                     | 1837    | M. Vallat-Mouton |           |         |
| 1837                                     | 1838    | Hippolyte Blanc  |           |         |

## Population et société

### Démographie

#### Évolution démographique
L'évolution du nombre d'habitants est connue à travers les recensements de la population effectués dans la commune depuis 1793. Pour les communes de moins de 10 000 habitants, une enquête de recensement portant sur toute la population est réalisée tous les cinq ans, les populations de référence des années intermédiaires étant quant à elles estimées par interpolation ou extrapolation. Pour la commune, le premier recensement exhaustif entrant dans le cadre du nouveau dispositif a été réalisé en 2005.

En 2022, la commune comptait 4 242 habitants, en évolution de +3,01 % par rapport à 2016 (Haute-Loire : +0,36 %, France hors Mayotte : +2,11 %).
| 1793 | 1800 | 1806 | 1821 | 1831 | 1836  | 1841  | 1846  | 1851  |
| ---- | ---- | ---- | ---- | ---- | ----- | ----- | ----- | ----- |
| 388  | 322  | 275  | 399  | 413  | 1 117 | 1 292 | 1 327 | 1 289 |

| 1856  | 1861  | 1866  | 1872  | 1876  | 1881  | 1886  | 1891  | 1896  |
| ----- | ----- | ----- | ----- | ----- | ----- | ----- | ----- | ----- |
| 1 331 | 1 401 | 1 612 | 1 441 | 1 554 | 1 600 | 1 512 | 1 448 | 1 625 |

| 1901  | 1906  | 1911  | 1921  | 1926  | 1931  | 1936  | 1946  | 1954  |
| ----- | ----- | ----- | ----- | ----- | ----- | ----- | ----- | ----- |
| 1 571 | 1 772 | 1 392 | 1 315 | 1 344 | 1 757 | 1 606 | 1 640 | 1 725 |

| 1962  | 1968  | 1975  | 1982  | 1990  | 1999  | 2005  | 2006  | 2010  |
| ----- | ----- | ----- | ----- | ----- | ----- | ----- | ----- | ----- |
| 2 022 | 2 880 | 3 713 | 4 069 | 4 399 | 4 356 | 4 171 | 4 118 | 4 231 |

| 2015  | 2020  | 2022  | - | - | - | - | - | - |
| ----- | ----- | ----- | - | - | - | - | - | - |
| 4 103 | 4 238 | 4 242 | - | - | - | - | - | - |

#### Pyramide des âges
La population de la commune est relativement âgée.
En 2018, le taux de personnes d'un âge inférieur à 30 ans s'élève à 31,2 %, soit au-dessus de la moyenne départementale (31 %). À l'inverse, le taux de personnes d'âge supérieur à 60 ans est de 34,4 % la même année, alors qu'il est de 31,1 % au niveau départemental.
En 2018, la commune comptait 1 895 hommes pour 2 236 femmes, soit un taux de 54,13 % de femmes, largement supérieur au taux départemental (50,87 %).
Les pyramides des âges de la commune et du département s'établissent comme suit.
| Hommes | Classe d’âge | Femmes |
| ------ | ------------ | ------ |
| 1,0    | 90 ou +      | 3,6    |
| 9,4    | 75-89 ans    | 13,4   |
| 18,3   | 60-74 ans    | 22,2   |
| 19,1   | 45-59 ans    | 19,9   |
| 15,5   | 30-44 ans    | 14,3   |
| 19,6   | 15-29 ans    | 14,0   |
| 17,1   | 0-14 ans     | 12,5   |

| Hommes | Classe d’âge | Femmes |
| ------ | ------------ | ------ |
| 0,9    | 90 ou +      | 2,5    |
| 8,4    | 75-89 ans    | 11,7   |
| 20,4   | 60-74 ans    | 20,5   |
| 21,3   | 45-59 ans    | 20,3   |
| 16,8   | 30-44 ans    | 16,3   |
| 15,2   | 15-29 ans    | 13,2   |
| 17     | 0-14 ans     | 15,6   |

### Manifestations culturelles et festivités
- Loir'en zic, festival de musique qui se déroule sur la plaine d'Audinet[42], chaque année début juin, pendant deux jours, depuis 2015[43].

## Économie
Une part importante de l'activité économique et commerciale de la commune se concentre dans la Zone d'Activité Commerciale de Corsac à proximité de la RN 88. De nombreux magasins y sont en outre présent (Auchan, McDonald's). Cette ZAC est l'une des plus importantes de la Communauté d'agglomération du Puy-en-Velay. En 2018, la ville a connu une forte attractivité économique avec l'implantation de nombreuses enseignes.

### Revenus
En 2018, la commune compte 2 071 ménages fiscaux, regroupant 4 042 personnes. La médiane du revenu disponible par unité de consommation est de 19 670 € (20 800 € dans le département). 42 % des ménages fiscaux sont imposés (42,8 % dans le département).

### Emploi
| Division       | 2008  | 2013   | 2018  |
| -------------- | ----- | ------ | ----- |
| Commune        | 7,7 % | 11,2 % | 9,8 % |
| Département    | 6,3 % | 7,7 %  | 7,7 % |
| France entière | 8,3 % | 10 %   | 10 %  |

En 2018, la population âgée de 15 à 64 ans s'élève à 2 410 personnes, parmi lesquelles on compte 71,8 % d'actifs (61,9 % ayant un emploi et 9,8 % de chômeurs) et 28,2 % d'inactifs,. Depuis 2008, le taux de chômage communal (au sens du recensement) des 15-64 ans est supérieur à celui du département, mais inférieur à celui de la France.
La commune fait partie de la couronne de l'aire d'attraction du Puy-en-Velay, du fait qu'au moins 15 % des actifs travaillent dans le pôle,. Elle compte 2 598 emplois en 2018, contre 2 902 en 2013 et 2 968 en 2008. Le nombre d'actifs ayant un emploi résidant dans la commune est de 1 537, soit un indicateur de concentration d'emploi de 169 % et un taux d'activité parmi les 15 ans ou plus de 50,4 %.
Sur ces 1 537 actifs de 15 ans ou plus ayant un emploi, 407 travaillent dans la commune, soit 27 % des habitants. Pour se rendre au travail, 84,1 % des habitants utilisent un véhicule personnel ou de fonction à quatre roues, 3,4 % les transports en commun, 9,9 % s'y rendent en deux-roues, à vélo ou à pied et 2,7 % n'ont pas besoin de transport (travail au domicile).

## Culture locale et patrimoine

### Lieux et monuments

#### Monument religieux
- Ancienne chartreuse Notre-Dame-du-Puy[44]  Inscrit MH (1992)

#### Château
- Château de Farnier  Inscrit MH (1986)

#### Ponts
« Brives » découle du mot celtique brivas signifiant « pont », et se retrouve également dans d'autres noms de lieux tel « Brioude ».
Brives-Charensac est traversée par la Loire et possède quatre ponts par ordre chronologique :
- le plus ancien a certainement une origine gauloise, mais sa construction actuelle date  du XVe siècle[45]. C'est le pont de la Chartreuse, qui desservait la grande route du Puy à Lyon. Il est encore en parfait état et est interdit à la circulation automobile ;

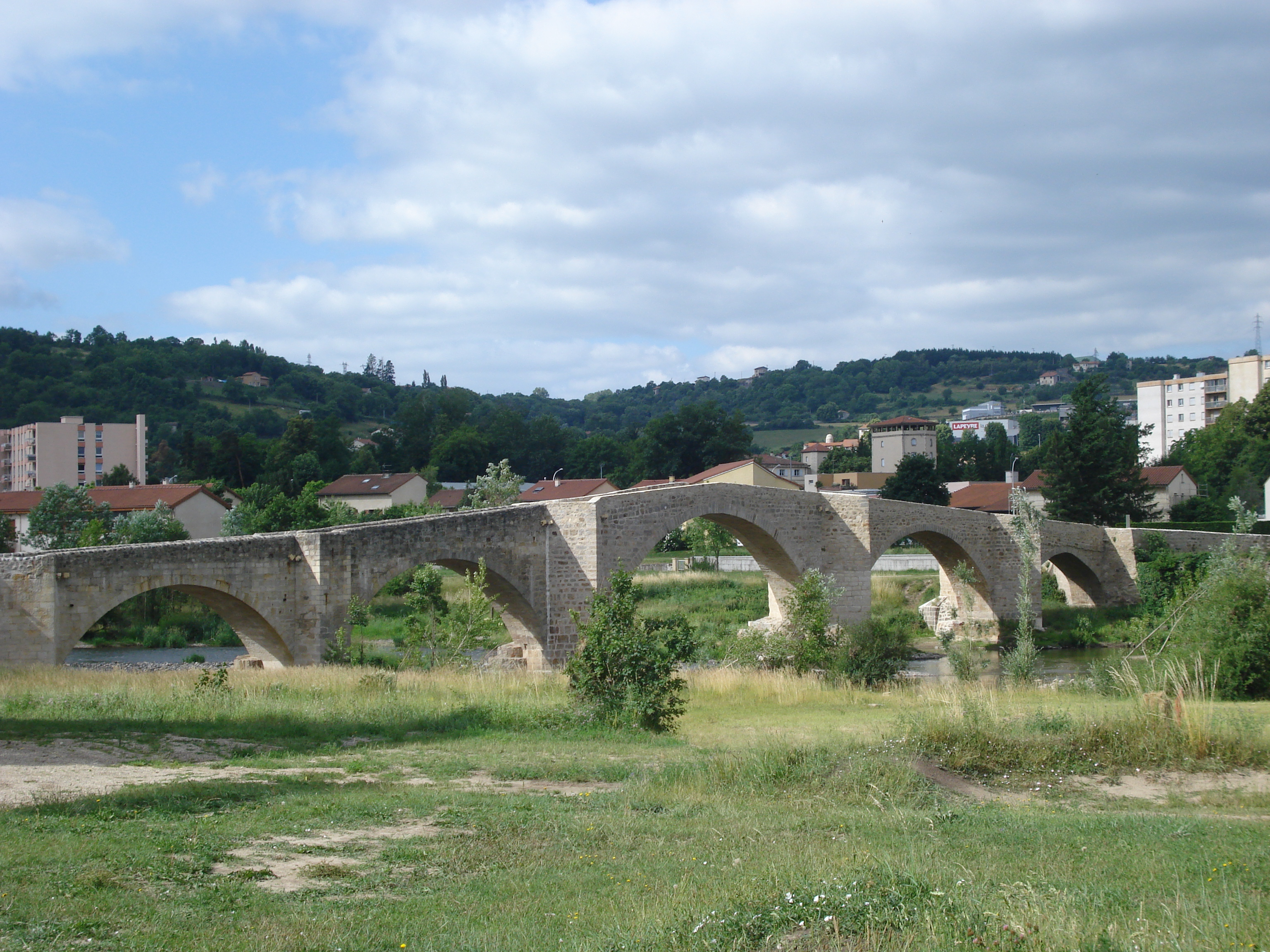
Le pont de La Chartreuse sur la Loire.
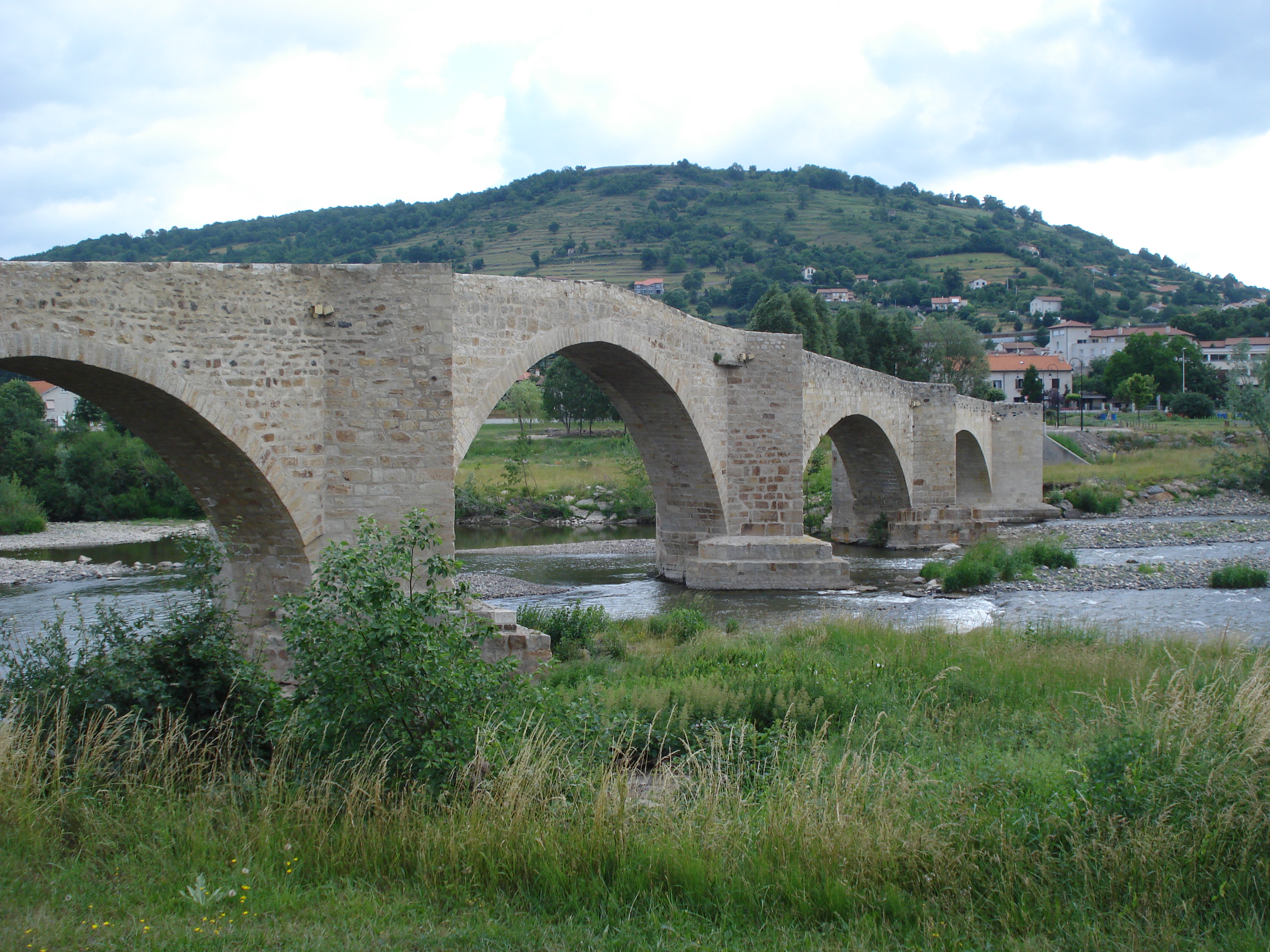
Autre vue du pont de la Chartreuse.

- le Vieux pont du XIIe siècle, dont il ne reste que deux arches  Inscrit MH (1949) ;
- le Pont Galard fut construit de 1772 à 1776. Il a été submergé par des crues deux fois (vers 1750 et le 21 septembre 1980), et est le pont principal actuel ;

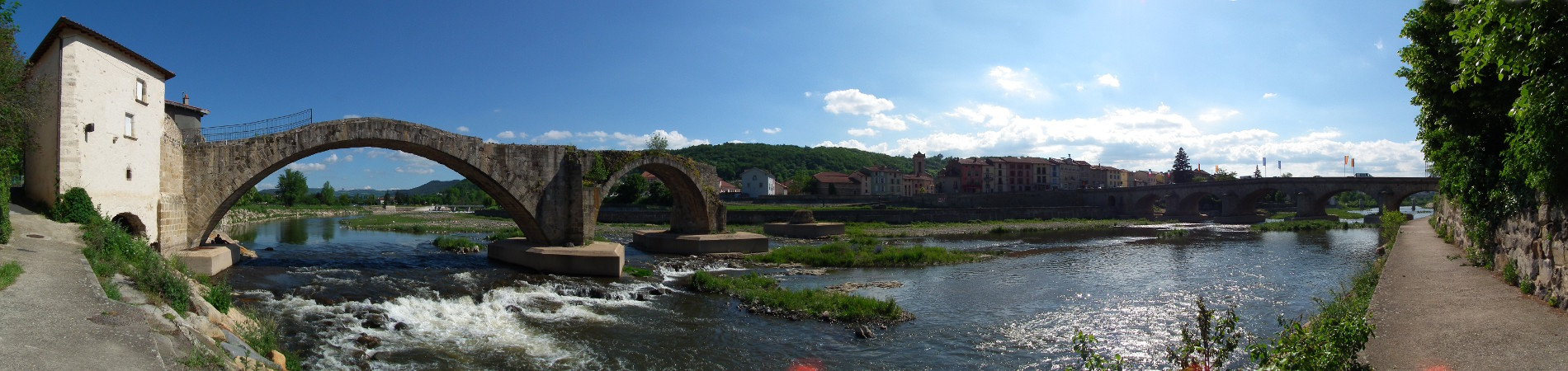
Panorama entre les deux ponts du centre de Brives-Charensac.

- le pont de la déviation vers Saint-Étienne qui a été ouvert vers 1980.

### Voies et places
| 83 odonymes recensés à Brives-Charensac au 5 novembre 2014 | 83 odonymes recensés à Brives-Charensac au 5 novembre 2014 | 83 odonymes recensés à Brives-Charensac au 5 novembre 2014 | 83 odonymes recensés à Brives-Charensac au 5 novembre 2014 | 83 odonymes recensés à Brives-Charensac au 5 novembre 2014 | 83 odonymes recensés à Brives-Charensac au 5 novembre 2014 | 83 odonymes recensés à Brives-Charensac au 5 novembre 2014 | 83 odonymes recensés à Brives-Charensac au 5 novembre 2014 | 83 odonymes recensés à Brives-Charensac au 5 novembre 2014 | 83 odonymes recensés à Brives-Charensac au 5 novembre 2014 | 83 odonymes recensés à Brives-Charensac au 5 novembre 2014 | 83 odonymes recensés à Brives-Charensac au 5 novembre 2014 | 83 odonymes recensés à Brives-Charensac au 5 novembre 2014 | 83 odonymes recensés à Brives-Charensac au 5 novembre 2014 | 83 odonymes recensés à Brives-Charensac au 5 novembre 2014 | 83 odonymes recensés à Brives-Charensac au 5 novembre 2014 | 83 odonymes recensés à Brives-Charensac au 5 novembre 2014 | 83 odonymes recensés à Brives-Charensac au 5 novembre 2014 | 83 odonymes recensés à Brives-Charensac au 5 novembre 2014 |
| Allée                                                      | Ave.                                                       | Bld                                                        | Chemin                                                     | Côte                                                       | Imp.                                                       | Montée                                                     | Pass.                                                      | Place                                                      | Pont                                                       | Quai                                                       | Rd-point                                                   | Route                                                      | Rue                                                        | Ruelle                                                     | Sentier                                                    | Square                                                     | Autres                                                     | Total                                                      |
| ---------------------------------------------------------- | ---------------------------------------------------------- | ---------------------------------------------------------- | ---------------------------------------------------------- | ---------------------------------------------------------- | ---------------------------------------------------------- | ---------------------------------------------------------- | ---------------------------------------------------------- | ---------------------------------------------------------- | ---------------------------------------------------------- | ---------------------------------------------------------- | ---------------------------------------------------------- | ---------------------------------------------------------- | ---------------------------------------------------------- | ---------------------------------------------------------- | ---------------------------------------------------------- | ---------------------------------------------------------- | ---------------------------------------------------------- | ---------------------------------------------------------- |
| 0                                                          | 5                                                          | 0                                                          | 17                                                         | 1                                                          | 10                                                         | 0                                                          | 0                                                          | 6                                                          | 1                                                          | 0                                                          | 0                                                          | 2                                                          | 29                                                         | 0                                                          | 0                                                          | 0                                                          | 12                                                         | 83                                                         |
| Notes « N »                                                | Notes « N »                                                | 1. 2. 3. 4. 5. 6. 7. 8.                                    | 1. 2. 3. 4. 5. 6. 7. 8.                                    | 1. 2. 3. 4. 5. 6. 7. 8.                                    | 1. 2. 3. 4. 5. 6. 7. 8.                                    | 1. 2. 3. 4. 5. 6. 7. 8.                                    | 1. 2. 3. 4. 5. 6. 7. 8.                                    | 1. 2. 3. 4. 5. 6. 7. 8.                                    | 1. 2. 3. 4. 5. 6. 7. 8.                                    | 1. 2. 3. 4. 5. 6. 7. 8.                                    | 1. 2. 3. 4. 5. 6. 7. 8.                                    | 1. 2. 3. 4. 5. 6. 7. 8.                                    | 1. 2. 3. 4. 5. 6. 7. 8.                                    | 1. 2. 3. 4. 5. 6. 7. 8.                                    | 1. 2. 3. 4. 5. 6. 7. 8.                                    | 1. 2. 3. 4. 5. 6. 7. 8.                                    | 1. 2. 3. 4. 5. 6. 7. 8.                                    | 1. 2. 3. 4. 5. 6. 7. 8.                                    |
| Sources : rue-ville.info & OpenStreetMap                   |                                                            |                                                            |                                                            |                                                            |                                                            |                                                            |                                                            |                                                            |                                                            |                                                            |                                                            |                                                            |                                                            |                                                            |                                                            |                                                            |                                                            |                                                            |

### Personnalités liées à la commune
- Albert Boudon-Lashermes (1882-1967), écrivain régionaliste, érudit local, félibre et généalogiste, sa maison se situe à Breuil de Mercoeur sur la commune de Brives-Charensac.
- Joseph Servant (1920-2012), militaire et diplomate, mort à Brives-Charensac.
- Gérard Roche (1942- ), ancien sénateur.
- Grégory Coupet (1972- ), footballeur professionnel.
- Laurent Wauquiez (1975- ), ancien président des Républicains et président de la région Auvergne-Rhône-Alpes, ancien résident de la ville.
- Sidney Govou (1979- ), footballeur professionnel ayant évolué au club de Brives-Charensac.

### Blason
| Blason de Brives-Charensac | Blason  | D'azur à un pont d'argent, surmonté de trois épis d'or, deux posés en chevron renversé, les tiges passées en sautoir, celui du milieu brochant en pal. |
| Blason de Brives-Charensac | Détails | Le statut officiel du blason reste à déterminer. |